# Controguerra Ciliegiolo
Il Controguerra Ciliegiolo est un vin italien de la région Abruzzes doté d'une appellation DOC depuis le 20 août 1996. Seuls ont droit à la DOC les vins rouges récoltés à l'intérieur de l'aire de production définie par le décret. 

## Aire de production
Les vignobles autorisés se situent en province de Teramo dans les communes de Controguerra, Torano Nuovo, Ancarano, Corropoli et Colonnella.
Le vin rouge du type Ciliegiolo répond à un cahier des charges moins exigeant que le Controguerra Ciliegiolo riserva, essentiellement en relation avec le vieillissement et le titre alcoolique.

## Caractéristiques organoleptiques
- couleur : rosé tendant vers un rouge cerise
- odeur : typique
- saveur : sèche,  harmonique

## Production
Province, saison, volume en hectolitres :
- pas de données disponible